# Підводні човни типу «Крейсерська»
| Підводні човни типу «Крейсерська» | Підводні човни типу «Крейсерська»                                              | Підводні човни типу «Крейсерська»                                              |
| --------------------------------- | ------------------------------------------------------------------------------ | ------------------------------------------------------------------------------ |
|                                   |                                                                                |                                                                                |
|                                   |                                                                                |                                                                                |
|                                   |                                                                                |                                                                                |
| Під прапором                      | СРСР                                                                           | СРСР                                                                           |
| Спуск на воду                     | 1939—1944 рр. (12 човнів)                                                      | 1939—1944 рр. (12 човнів)                                                      |
| Виведений зі складу флоту         | 1942—1954 рр.                                                                  | 1942—1954 рр.                                                                  |
| Проєкт                            |                                                                                |                                                                                |
| Тип ПЧ                            | Підводний крейсер (дизельний)                                                  | Підводний крейсер (дизельний)                                                  |
| Розробник проєкту                 | Науково-дослідний інститут військового кораблебудування                        | Науково-дослідний інститут військового кораблебудування                        |
| Головний конструктор              | Рудницкий М. О.                                                                | Рудницкий М. О.                                                                |
| Вартість                          | 23 млн рублів головний човен, 18 млн рублів наступні човни.                    | 23 млн рублів головний човен, 18 млн рублів наступні човни.                    |
| Основні характеристики            |                                                                                |                                                                                |
| Швидкість (надводна)              | 22,5 вузлів (42 км/год)                                                        | 22,5 вузлів (42 км/год)                                                        |
| Швидкість (підводна)              | 10 вузлів (18 км/год)                                                          | 10 вузлів (18 км/год)                                                          |
| Робоча глибина занурення          | 80 м                                                                           | 80 м                                                                           |
| Гранична глибина занурення        | 100 м                                                                          | 100 м                                                                          |
| Автономність плавання             | 50 діб                                                                         | 50 діб                                                                         |
| Екіпаж                            | 67 осіб (10 офіцерів і 57 матросів)                                            | 67 осіб (10 офіцерів і 57 матросів)                                            |
| Розміри                           |                                                                                |                                                                                |
| Довжина найбільша (по КВЛ)        | 97,7 м                                                                         | 97,7 м                                                                         |
| Ширина корпусу найб.              | 7,4 м                                                                          | 7,4 м                                                                          |
| Середня осадка (по КВЛ)           | 4,4 м                                                                          | 4,4 м                                                                          |
| Водотоннажність надводна          | 1 490 т                                                                        | 1 490 т                                                                        |
| Озброєння                         |                                                                                |                                                                                |
| Артилерія                         | Дві 100-мм Б-24ПЛ, дві 45-мм 21-К, два 7,62 кулемети                           | Дві 100-мм Б-24ПЛ, дві 45-мм 21-К, два 7,62 кулемети                           |
| Торпедно- мінне озброєння         | 6 носових ТА калібру 533-мм, 4 кормові ТА калібру 533-мм (24 торпеди) 20 мін з | 6 носових ТА калібру 533-мм, 4 кормові ТА калібру 533-мм (24 торпеди) 20 мін з |

Підводні човни типу «Крейсерська» або Підводні човни типу «К», також XIV серія — тип радянських підводних човнів часів Другої світової війни. Човни цього типу призначалися для довгих одиночних, автономних походів до комунікацій противника і стали найбільшими підводними човнами ВМФ СРСР у той період. На флоті човни отримали назву «Катюша». Всього в 1936—1938 було закладено 12 човнів цього типу, з яких, до початку війни, 6 передали у склад Північного флоту, чотири човни Балтійського флоту були передані на озброєння в час війни, п'ятий вступив в дію вже до її кінця і в бойових діях участі не брав, а ще один добудованим так і не був.
Підводні човни типу «К» активно використовувалися в ході війни на комунікаціях противника в Балтійському морі і біля берегів Норвегії. Ними було потоплено 16 транспортних суден загальним тоннажем 27 236 брт і 9 бойових кораблів противника, пошкоджено — 2 судна тоннажем 15 979 брт і 4 бойових кораблі. До кінця війни вціліли шість човнів цього типу, які залишалися на озброєнні радянського флоту до середини 1950-х років.

## Історія

### Проєктування
Історія підводних човнів типу «К» веде свій початок з двох концепцій підводного човна, що опрацьовувалися в СРСР, — «ескадреного підводного човна» і «підводного крейсера». Перший був підводним човном, здатним діяти у складі ескадри великих надводних кораблів, що вимагало перш за все високої швидкості надводного ходу — порядку 20 вузлів. Основною властивістю крейсерського човна була висока дальність плавання, що дозволяла діяти на далеких морських комунікаціях противника поза зонами його протичовнової оборони, в поєднанні з потужним артилерійським озброєнням. Такі концепції користувалася в 1920-х роках певною популярністю за кордоном. Зокрема, концепція ескадрених підводних човнів найбільший розвиток отримала у Великій Британії.
СРСР прагнув мати у складі свого флоту ті ж класи і підкласи військових кораблів, що і у провідних морських держав, тому вже на початку 1920-х років серед запланованих до будівництва класів підводних човнів передбачалися «підводний крейсер з потужним артилерійським озброєнням» і «ескадрений підводний човен»
Окремі риси ескадрених підводних човнів були введені вже на човнах типу «Д», але повною мірою концепцію втілили при будівництві типу «П». Три човни цього типу, що будувалися в 1931–1936, виявилися настільки невдалі, що вже через два роки після вступу в дію були переведені в навчальні підрозділи. Концепція підводного крейсера, з дальністю плавання в 12 000 миль, автономністю 45 діб і озброєнням з двох 100-мм гармат при максимальній швидкості ходу всього у 12 вузлів, була опрацьована в 1930–1932 роках, але практичного втілення в той час не отримала через нестачу фінансування.
У 1932 році було вирішено створити компромісний проєкт великих човнів, що поєднував би як високу швидкість надводного ходу ескадрених човнів, так і велику дальність плавання і потужне озброєння крейсерських. Опрацювання цієї концепції здійснювалося в 1932 — 1934 роках, з урахуванням помилок, допущених при створенні човнів типу «П», недоліки яких були очевидні вже до моменту їх закладки. За представленим у 1934 році оперативно-тактичним завданням, нові човни повинні були бути здатними:
- Атакувати бойові кораблі і сили десанту противника при діях поодинці, групою і спільно з надводними силами у відкритому морі і океані.
- Діяти на комунікаціях у віддалених районах.
- Виконувати завдання розвідувальної та позиційної служби.
- Проводити диверсійні операції (висадку розвідувальних груп для дії на березі).
- Бути в змозі атакувати як торпедним озброєнням і виставляти мінні загородження в ході ескадреного бою за курсом ворожих кораблів.

Проєкт такого човна, що отримав позначення КЕ-9 («крейсерсько-ескадрені»), був запропонований на початку 1935 року начальником відділу підводного кораблебудування НДІ військового кораблебудування М. О. Рудницьким і схвалений начальником Морських сил 15 квітня 1935 року. В честь своего создателя, лодки типа «К» порой также обозначаются как КР («Крейсер Рудницкого») Ескізний проєкт човнів був затверджений 25 січня 1936 року і переданий в ЦКБС-2 для подальшої розробки під контролем Рудницького. Ще один проєкт крейсерсько-ескадреного човна був паралельно розроблений у ЦКБ-9, але в підсумку був обраний проєкт Рудницького, як більш вдалий.
Характеристики проєкту КЕ-9 були настільки багатообіцяючими, що відповідно до прийнятої в 1936 році кораблебудівної програми усі нові великі підводні човни повинні були належати до цього типу, а також, на їх користь них, припинялося подальше будівництво спеціалізованих підводних мінних загороджувачів типу «Ленінець».

### Будівництво
Відповідно до 10-річної кораблебудівної програми, затвердженої 26 червня 1936 року, передбачалося будівництво 62 підводних човнів типу «К»: шести для Балтійського флоту, чотирьох для Чорноморського флоту, 17 для Північної військової флотилії і 35 для Тихоокеанського флоту. Однак у реальності було закладено тільки 12: три для Північного, три для Балтійського і шість для Тихоокеанського флоту. Збирання човнів для Тихоокеанського флоту спочатку планувалося виконувати під Владивостоком, куди вони мали доставлятися в розібраному вигляді, але пізніше від цієї ідеї відмовилися і будівництво всіх човнів серії здійснювалося в Ленінграді, на заводах № 194, № 189 і № 196.
У процесі будівництва через поспіх з його початком, виникли несподівані труднощі. Так, при розрахунках з'ясувалося, що центр ваги двох дизельних двигунів, кожен з яких важив 130 тонн, перебував на метр вище, ніж передбачалося технічним проєктом, до чого додалася будівельна перевантаження ряду конструкцій. В результаті цього і без того порівняно невисока метацентрична висота човнів знижувалася на 7-8 см і ставала зовсім неприпустимою. Для виправлення ситуації, що виникла, довелося зменшити товщину легкого корпусу, прибрати щитки гармат і полегшити ряд інших конструкцій надбудови, але навіть у такому вигляді метацентрична висота залишалася на рівні 30 см, замість передбачених проєктом 34 см Все це призвело до того, що в 1937 у виникли сумніви в успішності проєкту в цілому і після закладки перших дванадцяти човнів, початок будівництва решти призупинили до отримання задовільних результатів випробувань головних кораблів. Передача перших трьох човнів спочатку планувалася на кінець 1938 року, п'яти наступних — в 1939 році, а чотирьох, що залишилися — не пізніше кінця 1940 року. Проте через затримки з постачанням комплектуючих, насамперед елементів силової установки, ці терміни були зірвані. При будівництві човнів типу «К» вводився ряд нововведень, таких як суцільнозварний легкий корпус, хоча і в поєднанні з клепаним міцним корпусом.
До початку Німецько-радянської війни 22 червня 1941 року, заводами були здані і знаходилися на озброєнні 6 човнів серії: К-1, К-2, К-3, К-21, К-22 та К-23. Ще чотири човни: К-51, К-52, К-53 та К-56, були введені в дію в 1942–1943 роках, а К-55 вступив до строю 25 грудня 1944 року і в бойових діях взяти участі не встиг. Один човен, К-54, так і не був добудований і після війни був пущений на злам. Вартість будівництва К-1 склала 23 000 000 рублів, на серійних човнах ця сума була знижена до 18 мільйонів.

## Конструкція
Міцний корпус підводних човнів типу «К» поділявся на 7 відсіків, починаючи з носа:
- Перший відсік: носової торпедний, житлове приміщення матросів
- Другий відсік: акумуляторний, кают-компанія і житлові приміщення офіцерського складу.
- Третій відсік-сховище: центральний пост
- Четвертий відсік: акумуляторний, кубрик і кают-компанія старшин
- П'ятий відсік: головних дизельних двигунів
- Шостий відсік-сховище: допоміжного дизеля і головних електродвигунів, житлове приміщення матросів
- Сьомий відсік-сховище: кормовий торпедний, житлове приміщення матросів

## Корпус
Підводні човни типу «К» мали двокорпусну конструкцію. Міцний корпус човна мав циліндроконічну форму з найбільшим діаметром 5,7 м і збирався за допомогою клепки з стальних конструкцій товщиною від 18 до 22 мм, кільцеві перебірки — сферичні, литі. Міцна рубка човна розміщувалася над третім відсіком і являла собою горизонтальний циліндр діаметром 2,3 м, також зі сферичними кільцевими перегородками. Легкий корпус човна — зварний, з 6-мм сталевих листів. На човні було 14 баластних цистерн, з яких 3-тя, 4-та, 7-ма, 8-ма і 9-та служили також і для зберігання палива, а 14-та виконувала роль мінно-баластної і перебувала всередині міцного корпусу.

## Енергетичне обладнання
Підводні човни типу «К» відносилися до дизель-електричних, їх енергетична установка складалася з двох головних дизельних двигунів надводного ходу типа 9ДКР потужністю 4 200 л. с. кожен, допоміжного дизель-генератора і два електродвигуни типу ПГ11 потужністю в 1 200 л. с. кожен. Акумуляторні батареї човни відносилися до типу «С» і складалися з чотирьох груп по 60 елементів, що розташовувалися в трюмах 2-го і 4-го відсіків.

## Умови проживання екіпажу
Стандартний екіпаж підводного човна типу «К» складався з 67 осіб: 10 офіцерів, 20 старшин і 37 матросів. 2-й відсік човна був відведений під кают-компанію та одномісні каюти офіцерського складу, а 4-й відсік — під кубрик і кают-компанію старшин, а також електричний камбуз.
Рядовий склад і старшини розміщувалися на постійних койках у 1-му, 6-му і 7-му відсіках. Провізійні цистерни, що вміщали половину повного запасу продуктів, розташовувалися в 1-му і 4-му відсіках, інша ж частина запасу розподілялася по житлових відсіках. На човнах були фреонові рефрижераторні установки, але через відсутність фреону вони не використовувалися. Запас прісної води, що зберігався всередині міцного корпусу, становив 3 тонни. Експлуатація показала недостатність цього запасу, а за допомогою штатних опріснювачів поповнювати його не вдавалося, тому з 1942 року в зрівняльній цистерні № 1 обладналася вигородка для додаткових 10 тонн прісної води.
На човнах, вперше у радянському підводному флоті, малися ванни і душові для особового складу, однак ванни були зняті з усіх човнів незабаром після початку війни, а душовими практично не користувалися через малого напору гарячої води і необхідність економити прісну воду.
Для регенерації повітря в підводному положенні використовувалися індивідуальні пристрої регенерації з патронами РВ-2, РВ-3 та РВМП з каустичною содою, разом з чистим киснем, що зберігалися під тиском 160 атмосфер в 40-літрових балонах, які забезпечували знаходження під водою до 72 годин. З 1942 року їх замінили установками РУКТ-3 конвекційного типу з патронами РВ-5, які забезпечували одночасне поглинання вуглекислого газу і виділення кисню і дозволяли продовжити час перебування під водою до 15 діб при практично безшумній роботі.

## Радіоелектронне і гідроакустичне обладнання
Стандартний комплект радіоапаратури підводних човнів типу «К» включав в себе:
- КВ — передавач «Скат»
- ДВ — передавач «Окунь»
- ДВ-приймач «Дозор»
- КВ-приймач 45-ПК-1
- УКВ — прийомопередавач «Рейд»

В 1945 році К-56 та К-53 були також оснащені висувною перископною антеною ПА-3. Крім радіоапаратури, всі човни обладнали станціями звукоподводного зв'язку «Сіріус».
У стандартний комплект навігаційного обладнання човнів входили:
- Гірокомпас «Курс-1»
- Гірокомпаси ГУ М-1 модель 2
- Магнітний компас ГОН діаметром 127 мм
- Електромеханічний лаг ГО М-3 модель 1
- Ехолот ЕЛ
- радіопеленгатор «Градус-К» або «Бурун».

На човнах було по два перископи, командирський і зенітний, оптичною довжиною 8,5 метрів з висувним ходом у 4 метри, розміщених в міцній рубці. На перших шести човнах спочатку встановлювалися командирські перископи німецького виробництва, з постійним місцем спостереження, не залежних від положення голівки перископа, але через складнощі в експлуатації і ненадійності їх незабаром замінили на радянські.
Також на всіх човнах були шумопеленгатори «Марс-16». На К-1 в дослідному порядку у квітні 1941 був змонтований гідролокатор «Антарес-1», але випробування показали його непридатність. К-3 і К-22 були наприкінці 1942 року оснащені гідролокаторами «Асдік/Дракон-129», що поставлялися по ленд-ліз у, але подальшого розвитку ця програма не отримала.

## Озброєння

### Торпедне
Торпедне озброєння підводних човнів типу «К» складалося з десяти торпедних апаратів калібром 533,4 мм, шести носових і чотирьох кормових. Шість носових апаратів розташовувалися в два ряди по три і знаходилися всередині міцного корпусу, з кормових апаратів усередині міцного корпусу знаходилися тільки два нижніх, два інших же розташовувалися поза ним, в надбудові, хоча більша частина їх механізмів управління знаходилася всередині. Торпедні апарати — сталеві трубчасті, пневматичні, забезпечували безаварійний пуск торпед з глибини до 15 метрів. Прилади беспузирной стрільби на човнах були відсутні, лише в березні 1942 року К-1, К-2, К-3, К-21 та К-22 отримали прилади беспузирной стрільби, причому останні дві — лише на чотири носових апарати, а на торпедні апарати розташовані в надбудовні прилади не могли бути встановлені в принципі. На човнах були електричні «автоматичні коробки торпедної стрільби», що давали можливість здійснювати пуск торпед з бойової рубки з інтервалом до 2 секунд між пострілами, але через ненадійність на практиці вони майже не використовувалися.
У 1944 році був створений лічильно-вирішальний прилад ТАС-Л («торпедний автомат стрільби — човновий»), що дозволяв визначати швидкість і курс цілі і розраховувати параметри стрільби. Через значні габарити, встановлення приладу в човні могло проводитися тільки при капітальному ремонті зі зняттям міцної рубки, тому в ході війни ТАС-Л був встановлений тільки на К-21 наприкінці 1944 року. Штатний боєкомплект човна становив 24 торпеди; 10 запасних торпед зберігалися в стелажах в 1-му відсіку, ще 4 могли зберігатися в пеналах під нижніми торпедними апаратами, але на практиці вони ніколи не завантажувалися, таким чином реальний боєкомплект становив лише 20 торпед. Крім того, в розташованих в надбудові торпедних апаратах в холодну пору року замерзала вода, тому в Балтійському та Північному флотах ці апарати взимку не заряджалися. Нормативний час перезарядження носових апаратів тривав 50 хвилин, час приймання торпед на човен тривав 5 годин.
| Торпеди, що застосовувалися на підводних човнах типу «К» в роки Німецько-радянської війни | Торпеди, що застосовувалися на підводних човнах типу «К» в роки Німецько-радянської війни | Торпеди, що застосовувалися на підводних човнах типу «К» в роки Німецько-радянської війни | Торпеди, що застосовувалися на підводних човнах типу «К» в роки Німецько-радянської війни | Торпеди, що застосовувалися на підводних човнах типу «К» в роки Німецько-радянської війни | Торпеди, що застосовувалися на підводних човнах типу «К» в роки Німецько-радянської війни |
| Тип                                                                                       | Рік прийняття на озброєння                                                                | Довжина, м                                                                                | Загальна маса, кг                                                                         | Маса вибухівки, кг                                                                        | Швидкість ходу, вузлів, при дальності в 4 / 8 / 10 км                                     |
| ----------------------------------------------------------------------------------------- | ----------------------------------------------------------------------------------------- | ----------------------------------------------------------------------------------------- | ----------------------------------------------------------------------------------------- | ----------------------------------------------------------------------------------------- | ----------------------------------------------------------------------------------------- |
| 53-38                                                                                     | 1938                                                                                      | 7,2                                                                                       | 1615                                                                                      | 300                                                                                       | 44,5 / 34,5 / 30,5                                                                        |
| 53-38                                                                                     | 1939                                                                                      | 7,4                                                                                       | 1725                                                                                      | 400                                                                                       | 44,5 / 34,5 / 30,5                                                                        |
| 53-39                                                                                     | 1941                                                                                      | 7,5                                                                                       | 1780                                                                                      | 317                                                                                       | 51 /39 / 34                                                                               |

### Артилерійське
Артилерійське озброєння човна складалося з двох 100-мм гармат Б-24ПЛ зразка 1938 року, які розташовувалися на палубі спереду і позаду рубки на майданчиках з фальшбортами і двох 45-мм гармат 21-К зразка 1933 року, що знаходилися на надбудові рубки. 100-мм гармати Б-24ПЛ встановлювалися на окремих поворотних верстатах з кутом піднесення до 45 °. Їх максимальна дальність стрільби становила 21,8 км. Номінальна скорострільність гармат — 10-12 пострілів за хвилину, маса снаряду — 15,8 кг. 45-мм зенітні гармати 21-К також встановлювалися на окремих поворотних верстатах, з кутом піднесення до 85 °. Максимальна дальність стрільби тих гармат становила 9,145 км, а досяжність по висоті — 4,5 км, номінальна скорострільність становила 25-30 пострілів за хвилину, при масі снаряда в 1,41 кг.
Боєкомплект гармат складався з 400 100-мм і 1100 45-мм пострілів. На додаток до них, на човні було два виносних 7,62-мм кулемети «Максим», що могли встановлюватися на вертлюжних кріпленнях на огорожі рубки. У 1943 році пророблялися проєкти озброєння човнів спареними установками 12,7-мм кулеметів ДШК, одна з яких встановлювалася б замість носової 45-мм гармати, а інша — позаду рубки, але реалізовані вони так і не були

### Мінне
Мінне озброєння човна складалося з 20 мін типу «ЕП» (ескадрених підводних). Міни розміщувалися в мінно-баластній цистерні на рейках, за якими вони переміщувалися за допомогою тросів електролебідки і скидалися через днищеві люки. Через низьку надійності мінного пристрою, продемонстрованого на головних човнах серії, на балтійських човнах К-51, К-52, К-53, К-55 та К-56, добудованих у ході війни, мінні пристрої вже не встановлювалися.

## Експлуатація
Жоден з підводних човнів типу «К» не встиг взяти участь у Радянсько-фінській війні, хоча К-1 і К-2 були введені в дію в ході її ведення.
К-1 і К-2 здійснили перехід з Ленінграду на Північний флот в червні — серпні 1940, і по прибутті увійшли до складу 1-го дивізіону бригади підводних човнів флоту. До початку німецько-радянської війни були зараховані у склад флоту. Також були переведені на Північний флот К-3, К-21, К-22 та К-23. Завданням, поставленим наркомом ВМФ перед човнами Північного флоту на випадок війни з Німеччиною було "діями крейсерських підводних човнів порушувати морські сполучення супротивника уздовж узбережжя Норвегії і в протоці Скагеррак «. Згодом підводні човни передбачалося, очевидно, перевести на Тихоокеанський флот Північним морським шляхом, але цим планам завадив початок війни.
До початку Німецько-радянської війни, на Балтиці знаходилися в побудові шість підводних човнів типу „К“, однак з початком війни їх будівництво різко сповільнилося, оскільки ресурси були кинуті на більш актуальні завданняК-52 та К-56 були введені в дію тільки в жовтні 1942, К-51 та К-53 — відповідно, в липні та листопаді 1943. Як і на Північному флоті, екіпажі й командири човнів вирізнялися невисоким рівнем бойової підготовки, а скутість дій настільки великих підводних човнів у порівняно мілководному Балтійському морі ще більше знижувала їх ефективність. В результаті, значних успіхів на Балтиці, чотири діючі там човни типу К»; не добилися, хоча завдяки здобутому радянським флотом до 1944–1945 років досвіду бойового застосування підводних човнів, жоден з них і не була втрачена. К-55 був прийнятий на озброєння тільки 25 грудня 1944 року і в бойових діях взяти участі не встиг, а К-54 так і не був добудований до початку воєнних дій та після війни був пущений на злам
Після війни у складі ВМФ СРСР залишилися шість підводних човнів типу «К», які в 1948 році були зібрані у складі Північного флоту. У 1949 році вони були перекласифіковані на великі підводні човни і К-21, К-51, К-52, К-53, К-55 та К-56 отримали індекси, відповідно, Б-4 — Б-9. Значна модернізація цих човнів не проводилася, оскільки на озброєння до того часу почали надходити великі підводні човни проєкту 611, які мали більш високі характеристики.

## Модернізації
Перша спроба розвитку типу «К» була зроблена ще в 1937 року, коли в ЦКБ-18, під керівництвом Б. А. Малініна, почалися роботи над створенням «XIV-біс» серії проєктом 41А або типом «КЕ». Відмінності від базового проєкту полягали в установці створюваних в той час нових дизельних двигунів потужністю по 6000 к.с. і в поверненні до розміщення на човні ангара з гідролітаком, від якого відмовилися ще на ранній стадії проєктування типу «К». Як літак було вибрано СПЛ, який успішно пройшов випробування ще в 1935 році. Через виявлення, при проєктуванні, необхідності значних змін в конструкції, у поєднанні з нестабільністю того періоду і неясним майбутнім рухової установки човна, проєкт на той час реалізований так і не був. За документами того часу, однією з причин відмови від нього називалися неприпустимість збільшення водотоннажності і зниження підводної швидкості.
До розробки поліпшеного проєкту типу «К» повернулися в січні 1940 року за розпорядженням нового наркома ВМФ СРСР М. Г. Кузнецова. Створення нового проєкту, який отримав позначення «Крейсерська поліпшена» «КУ», було доручено ЦКБ-18 під керівництвом З. А. Дерібіна. Основними змінами в «КУ», в порівнянні з типом «К», повинні були стати установка вже створених до того часу двигунів 10ДКР потужністю 6 000 к.с. кожен і виконання суцільнозварного корпусу. Надводна водотоннажність при цьому, як передбачалося, повинно було зрости лише на 50-60, а підводне — на 80 тонн, а надводна швидкість і автономність повинні були збільшитися до 24 вузлів і 60 діб відповідно
Планувалося також опрацювати установку на човні ангара з гідролітака. Планувалося завершити ескізний проєкт «КУ» в 1941 році, а технічний проєкт — в 1942 році, з закладкою перших двох човнів в тому ж році. Однак ці плани виявилися зірвані, бо почалася Німецько-радянська війна і подальшого розвитку тип «К» так і не отримав, попри те, що офіційно проєкт вважався дуже вдалим.
Б-5 в 1952 році планувалося переобладнати в експериментальний для випробувань крилатих ракет 10ХН, але ці плани так і не були реалізовані через припинення робіт над ракетою в лютому 1953 року.

## Бойове використання
До початку Німецько-радянської війни, таким чином, на озброєнні Північного флоту було шість підводних човнів типу «К», але боєготовність їх була низькою, як через тривалу бездіяльність їхніх командирів під час тривалого будівництва човнів, що призвело до втрати навичок, так і через недостатню бойову підготовку екіпажу після вступу в дію, бо невдовзі почалася війна.
Протягом 1941 року протидія ворожих кораблів операціям підводних човнів була порівняно слабкою, але недосвідченість екіпажів і командирів перешкодила човнам типу «К» досягти значних успіхів. Після різкого посилення з весни 1942 року протичовнової охорони німецьких конвоїв і установки мінних загороджень, ситуація для човнів типу «К», дії яких до того ж утруднювалися великими розмірами і конструктивними недоліками, погіршилась, і вони почали зазнавати втрати. У травні 1942 року К-23 був потоплений артилерійським вогнем і глибинними бомбами з катера після невдалої атаки конвою, а у вересні того ж року безвісти зник К-2, очевидно підірвавшись на міні.
У лютому 1943 року безвісти зник К-22, ймовірно, також підірвавшись на міні, а у вересні за нез'ясованих обставин, серед яких найбільш вірогідною історикам представляється підрив на міні, зник безвісти К-1. К-3 зник безвісти у березні 1943 року, при досі не з'ясованих обставинах.
В результаті, до 1944 року з шести човнів типу «К» Північного флоту вцілів тільки К-21, який з весни 1944 року став на капітальний ремонт, що завершився вже після війни.
За роки війни шість «Катюш», що діяли на півночі, виставили 399 мін, виконали 26 торпедних атак, в яких було випущено 89 торпед.
Бойові походи човнів типу «К» Балтійського флоту почалися лише з 1943 року, бо ще добудовувалися. За цей час шість балтійських «Катюш» виконали 36 торпедних атак, в яких були випущені 94 торпеди.

### Бойові досягнення
Список підтверджених перемог підводних човнів типу «К» включає 25 потоплених і 6 пошкоджених кораблів і суден. Човнами цього типу було потоплено 13 транспортів (26072 брт), 3 траулера (1164 брт), 2 сторожових кораблі, 3 катера, 4 мотоботи та пошкоджено 2 транспорти (15979 брт), 1 тральщик, 3 мотоботи:
- Північний флот
  - торпедами: потоплено: 1 мисливець за підводними човнами, пошкоджено: 1 транспорт (8116 БРТ);
  - артилерією: потоплено: 2 транспорту (612 брт), 1 великий катер, 4 мотоботи, пошкоджено: 3 мотоботи;
  - мінами: потоплено: 7 транспортів (18048 брт), 2 сторожових кораблі і 1 великий катер, пошкоджено: 1 транспорт (7863 БРТ), 1 тральщик.

- Балтійський флот
  - торпедами: потоплені: 4 транспорти (8024 БРТ);
  - артилерією: потоплені: 3 траулери (1164 БРТ).

За роки війни «Катюші» виконали 62 торпедні атаки, в яких були випущені 183 торпеди. На 10 човнів типу «К», що становили 5,9 % від чисельності радянського підводного флоту в роки німецько-радянської війни, доводиться 10,2 % всього підтвердженого тоннажу, потопленого радянськими підводними човнами, в тому числі лише 3,5 % знищеного торпедами, 33,7 % знищеного артилерією і 52,4 % знищеного мінами. Ще одне досягнення лічиться за К-21, який в роки війни став єдиним радянським підводним човном, що зумів вийти в атаку, хоча і безрезультатну, на один з найпотужніших кораблів Другої світової війни — німецький лінійний корабель «Тірпіц».

### Нагороди
- Орденом Червоного Прапора були нагороджені ПЧ К-21 і К-52
- Гвардійського звання був нагороджений ПЧ К-22

## Сучасний статус
У 1954–1956 роках всі човни типу «К» були зняті з озброєння, після цього Б-9 переведений у розряд експериментальних і потоплений 24 вересня 1957 року під час випробувань ядерної зброї. Інші п'ять човнів були переобладнані в плавучі зарядні станції, а вже в 1956 — 1958 ах — в навчально-тренувальні. Колишній Б-7 був списаний і згодом пущений на злам у 1960 році, колишні Б-5, Б-6 і Б-8 — 1975, 1978 і 1979 роках. Колишній Б-4 був у 1983 році відремонтований і встановлений як меморіал у Сєвєроморську.

## Оцінка проєкту
Міцний корпус човнів типу «К» у роки війни показав себе цілком відповідним вимогам. Міцність же легкого корпусу виявилася явно недостатньою, як через спішно зменшену перед самим початком побудови товщину листів, так і через не до кінця освоєної технології зварювання. У збірнику матеріалів, підготовленому Науково-технічним комітетом ВМФ у 1945 році вказувалося, що саме по зварних швах між секціями баластних цистерн часто утворювалися тріщини, причому не тільки при вибухах глибинних бомб (часом навіть порівняно віддалених), але навіть і при сильних ударах хвиль. Більш того, в окремих місцях корпусу зварні з'єднання лопалися навіть просто в люті морози
Хвилерізні щити торпедних апаратів також виявилися недостатньо міцними, через що на Північному флоті їх зняли з усіх човнів вже наприкінці 1941 року, незважаючи на викликане цим зниження надводної швидкості до 20-20,4 вузлів. Надбудова і огородження рубки теж часом не витримували штормів і деформувалися або зміщувалися.
Ряд проблем створювала і силова установка човнів. Так, дизельні двигуни 9ДКР працювали у напруженому режимі і були схильні до швидкого зносу. До того витрата палива перевищила заплановану і становила, за даними збірника НТК ВМФ, від 5,5 до 8 тонн на ходову добу, що знижувало реальну автономність човнів до 30-45 діб замість передбачених проєктом 50. За даними ж командира бригади Балтійського флоту, витрата палива при маневруванні на позиції становив до 8,5-10 тонн, що в умовах зимового часу і тодішньої оперативної обстановки знижувало автономність човни до 20-24 діб.
«Катюші» фактично стали першим радянським проєктом крейсерських океанських підводних човнів. Їх водотоннажність (1500/2100 т) була набагато більшою за німецькі океанські човни того часу (тип IX, 1938 рік, 1000/1200 т) і порівняна з крейсерськими підводними човнами США (типи «Гато» і «Балао», 1940 рік, 1500/2400 т). Діяли в суворих умовах північних морів човни типу «К» успішно показали себе для потоплення суден противника і торпедами, і артилерією, і мінами.
Підводні човни типу «К» спочатку планувалися для дій на значній відстані від своїх баз, в умовах відкритого моря. Однак обставини склалися так, що на Тихий океан, найбільш слушний для них театр дії, човни типу «К» так і не потрапили. Замість цього, човни Північного флоту діяли в основному біля узбережжя Норвегії, в зоні шхерів, тоді як човни Балтійського флоту діяли в порівняно мілководному Балтійському морі, де відчували труднощі навіть істотно менші човни типу «С». Як зазначив в одній зі своїх доповідей І. В. Травкін, командир балтійського К-52, використовувати у війні настільки великі човни було необхідно на глибинах понад 40 метрів, оскільки навіть на 40 — метровій глибині 97-метровий човен при терміновому зануренні міг просто вдаритися носом у ґрунт, в той час як його корма ще височіла над водою.
Крім підвищеної небезпеки зіткнення з дном, яке навіть при порівняно сприятливому результаті могло призвести до розгерметизації паливно-баластових цистерн і втрати скритності, використання човнів типу «К» знижувало ефективність їх торпедних атак, так як командири змушені були триматися на видаленні від берега і часто проводити стрільбу з граничних дистанцій, коли ймовірність попадання в ціль була вкрай мала. Крім труднощів, викликаних невідповідними умовами застосування, човни типу «К», як втім і інші підводні човни ВМФ СРСР, страждали від низької підготовленості екіпажів і командирів, причому останні — навіть більше ніж інші типи, оскільки бездіяльність командирів під час тривалого будівництва човнів призводило до втрати їх навичок.
У результаті, через перераховані проблеми, так і через конструктивні недоліки, ефективність торпедної стрільби човнів типу «К», з їх могутнім у теорії торпедним озброєнням (6 носових торпедних апаратів крім них, у радянському флоті мали лише застарілі тип «Д»), виявилася порівняно низькою: На 10 човнів, котрі брали участь у війні, що становили 5,9 % від усієї чисельності радянського підводного флоту, припадало лише 3,5 % знищеного торпедним озброєнням підтвердженого тоннажу. Причому, на усі шість човнів типу «К» Північного флоту, було тільки дві підтверджені перемоги досягнуті за допомогою торпедного озброєння. Потоплені човнами типу «К» за допомогою артилерії судна склали 33,7 % з усього знищеного цією зброєю тоннажу, що пояснюється значною їх перевагою в цьому виді озброєнні над іншими типами підводних човнів. Найближчі до них, за цим показником, не рахуючи невдалого типу «П», човни типів «С» і «Д», що мали вдвічі менше озброєння. Крім того, на шість човнів типу «К», оснащених мінними пристроями, довелося 52,4 % всього потопленого за допомогою цієї зброї тоннажу, що перевищує аналогічний показник куди чисельніших підводних мінних загороджувачів типу «Л», що склали інші 47,6 % — навіть незважаючи на постійні проблеми з мінним устаткуванням на самих «К».

## Представники
| Підводні човни типу «Крейсерська» | Підводні човни типу «Крейсерська» | Підводні човни типу «Крейсерська» | Підводні човни типу «Крейсерська» | Підводні човни типу «Крейсерська» | Підводні човни типу «Крейсерська» | Підводні човни типу «Крейсерська»                     |
| Назва                             | Завод                             | Заводський №                      | Закладена                         | Спуск на воду                     | Передано флоту                    | Виведено з флоту                                      |
| Північний флот                    | Північний флот                    | Північний флот                    | Північний флот                    | Північний флот                    | Північний флот                    | Північний флот                                        |
| --------------------------------- | --------------------------------- | --------------------------------- | --------------------------------- | --------------------------------- | --------------------------------- | ----------------------------------------------------- |
| К-1                               | № 194                             | 451                               | 27 грудня 1936                    | 28 квітня 1938                    | 16 грудня 1939                    | зник безвісти у вересні 1943 р.                       |
| К-2                               | № 194                             | 452                               | 27 грудня 1936                    | 28 квітня 1938                    | 15 грудня 1939                    | зник безвісти у вересні 1942 р.                       |
| К-3                               | № 194                             | 453                               | 27 грудня 1936                    | 31 липня 1938                     | 27 листопада 1940                 | зник безвісти в березні 1943 р.                       |
| К-21                              | № 194                             | 108                               | 10 грудня 1937                    | 16 серпня 1939                    | 30 листопада 1940                 | знятий з озброєння 11 вересня 1954 р.                 |
| К-22                              | № 194                             | 109                               | 5 січня 1938                      | 4 листопада 1938                  | 15 липня 1940                     | зник безвісти в лютому 1943 р.                        |
| К-23                              | № 194                             | 110                               | 5 лютого 1938                     | 28 квітня 1939                    | 25 вересня 1940                   | 12 травня 1942 року потоплений глибинними бомбами     |
| Балтійський флот                  |                                   |                                   |                                   |                                   |                                   |                                                       |
| К-51                              | № 194                             | 454                               | 28 лютого 1938                    | 30 липня 1939                     | 17 вересня 1941                   | 29 грудня 1955 року знятий з озброєння                |
| К-52                              | № 194                             | 455                               | 28 лютого 1938                    | 5 липня 1939                      | 11 жовтня 1942                    | знятий з озброєння 29 грудня 1955 р.                  |
| К-53                              | № 194                             | 456                               | 30 травня 1938                    | 1 вересня 1939                    | 31 липня 1943                     | знятий з озброєння 11 вересня 1954 р.                 |
| К-54                              | № 189                             | 288                               | 30 квітня 1937                    | 3 березня 1941                    | недобудований, переданий на злам  |                                                       |
| К-55                              | № 189                             | 289                               | 29 квітня 1937                    | 7 лютого 1941                     | 25 грудня 1944                    | знятий з озброєння 11 вересня 1954 р.                 |
| К-56                              | № 189                             | 290                               | 17 жовтня 1937                    | 29 грудня 1940                    | 29 жовтня 1942                    | 10 жовтня 1957 року затонув при ядерних випробуваннях |